# Спирс (Пенсилванија)
Спирс (енгл. Speers) град је у америчкој савезној држави Пенсилванија.

## Демографија
По попису из 2010. године број становника је 1.154, што је 87 (-7,0%) становника мање него 2000. године.
| Група             | 2000.         | 2010.         |
| Белци             | 1.209 (97,4%) | 1.103 (95,6%) |
| Афроамериканци    | 9 (0,7%)      | 22 (1,9%)     |
| Азијати           | 16 (1,3%)     | 7 (0,6%)      |
| Хиспаноамериканци | 3 (0,2%)      | 6 (0,5%)      |
| Укупно            | 1.241         | 1.154         |